# Fearless Girl
Fearless Girl (dt. „Furchtloses Mädchen“) ist der Name einer Bronze-Statue im Financial District von Manhattan in New York City, die von der amerikanischen Bildhauerin Kristen Visbal für den Weltfrauentag 2017 geschaffen wurde. Ursprünglich stand das „Furchtlose Mädchen“ gegenüber der Statue Charging Bull am Bowling Green. Seit Dezember 2018 steht die Statue in der Broad Street gegenüber der New York Stock Exchange.

## Beschreibung
Das Fearless Girl ist 1,30 Meter groß. Breitbeinig, die Hände in die Hüften gestemmt, nimmt das kleine Mädchen einen gefährlichen Gegner selbstbewusst in den Blick. In der ursprünglichen Konzeption war das der überaus kraftstrotzende, überlebensgroße Charging Bull. Die bekannte Statue des Bullen, die von Arturo Di Modica (1941–2021) geschaffen wurde und seit 1989 am Bowling Green steht, ist zum Symbol für den aggressiven finanziellen Optimismus und Erfolg an der Börse – den Bullenmarkt – geworden.
Am neuen Standort blickt das Mädchen mit derselben selbstbewussten Pose auf die New Yorker Börse.

## Geschichte

### Entstehung
Die Statue Fearless Girl sollte anlässlich des Internationalen Frauentages 2017 auf den Missstand aufmerksam machen, dass in den Vorständen der Russell-3000-Index-Firmen nach wie vor der Anteil an Frauen in Führungspositionen sehr gering ist.
Die Idee stammte von der Werbeagentur McCann in New York. Auftraggeber der Statue war das Unternehmen State Street Global Advisors, der drittgrößte Vermögensverwalter der Welt (eine Tochterfirma der State Street Corporation). Das Unternehmen hatte im  März 2016 den Börsenindex SHE eingeführt, mit dem untersucht wird, wie hoch der Anteil an weiblichen Vorständen ist und wie sich der Zusammenhang zwischen dem Frauenanteil und der Gewinnquote sowie dem Firmenwachstum darstellt. Zugleich hatte State Street Global Advisors einen damit korrespondierenden börsengehandelten Fonds mit dem Tickersymbol SHE aufgelegt, um Investments in Unternehmen mit hoher Gender Diversity zu fördern.
Um das Projekt zu realisieren, waren die Organisatoren bemüht, so viele Frauen wie möglich in das Team zu holen. Da die Künstlerin erst im Dezember 2016 angesprochen wurde und die Herstellung einer Bronze-Skulptur aufwendig ist, wurde rund um die Uhr daran gearbeitet.
Adweek, eine US-amerikanische Marketing-Zeitschrift, veröffentlichte in ihrem Blog Adfreak Hintergrundinformationen und stellte ein Video über den Entstehungsprozess der Skulptur zur Verfügung.

### Aufstellung und Erfolg
Die Statue Fearless Girl wurde in der Nacht vom 7. auf den 8. März 2017 anlässlich des Weltfrauentages (8. März) gegenüber dem Charging Bull aufgestellt. Dem Bullen, der Kraft, Stärke und Macht symbolisiert, stand nun die personifizierte Unerschrockenheit und Zuversicht in Gestalt eines furchtlosen Mädchens gegenüber. Vor den Füßen des Mädchens wurde eine runde Plakette auf dem Boden angebracht mit dem Text: „Know the power of women in leadership. SHE makes a difference.“ (Lerne die Macht von Frauen in Führungspositionen kennen. SIE macht einen Unterschied.)
Das Fearless Girl wurde schlagartig berühmt:

“The statue was literally an overnight sensation. It’s become a serious tourist attraction, mobbed day and night by crowds charmed by the girl’s confident and defiant pose.”

„Die Statue wurde buchstäblich über Nacht eine Sensation. Sie ist eine Touristenattraktion geworden, zu der Tag und Nacht Massen strömen, die von der selbstsicheren und trotzigen Pose des Mädchens verzaubert sind.“

Der große Erfolg wurde unter anderem damit in Zusammenhang gebracht, dass das Mädchen als Symbol für die Zukunft Identifikation ermögliche. Auch habe der Zeitpunkt der Aufstellung zu Beginn des Internationalen Frauentages eine zentrale Rolle gespielt.
Die Erlaubnis der City Hall für die Aufstellung der Statue wurde zunächst auf eine Woche festgelegt, kurz darauf jedoch auf 30 Tage erhöht.
Danach begann eine Kampagne für den dauerhaften Verbleib der Statue. Unterschriften für mehrere Petitionen mit diesem Ziel wurden gesammelt. Eine Petition bei Change.org erreichte 39.949 Unterschriften.
Auch die politische Aktivistin, Anwältin und Politikerin der Demokratischen Partei Letitia James kämpfte für den dauerhaften Verbleib der Statue. In einem Brief an De Blasio schrieb sie: „Fearless Girl stands as a powerful beacon, showing women – young and old – that no dream is too big and no ceiling is too high“. (dt.: Fearless Girl steht wie ein mächtiges Leuchtfeuer, das Frauen – jung und alt – zeigt, dass kein Traum zu groß und keine Decke zu hoch ist.) Bürgermeister Bill de Blasio entschied daraufhin, dass die Statue mindestens bis Februar 2018 stehen bleiben dürfe.
Im Zeitraum von der Aufstellung im März 2017 bis zum April 2018 nahmen nach Angabe von State Street 150 Unternehmen zusätzliche Frauen in ihre Vorstände.

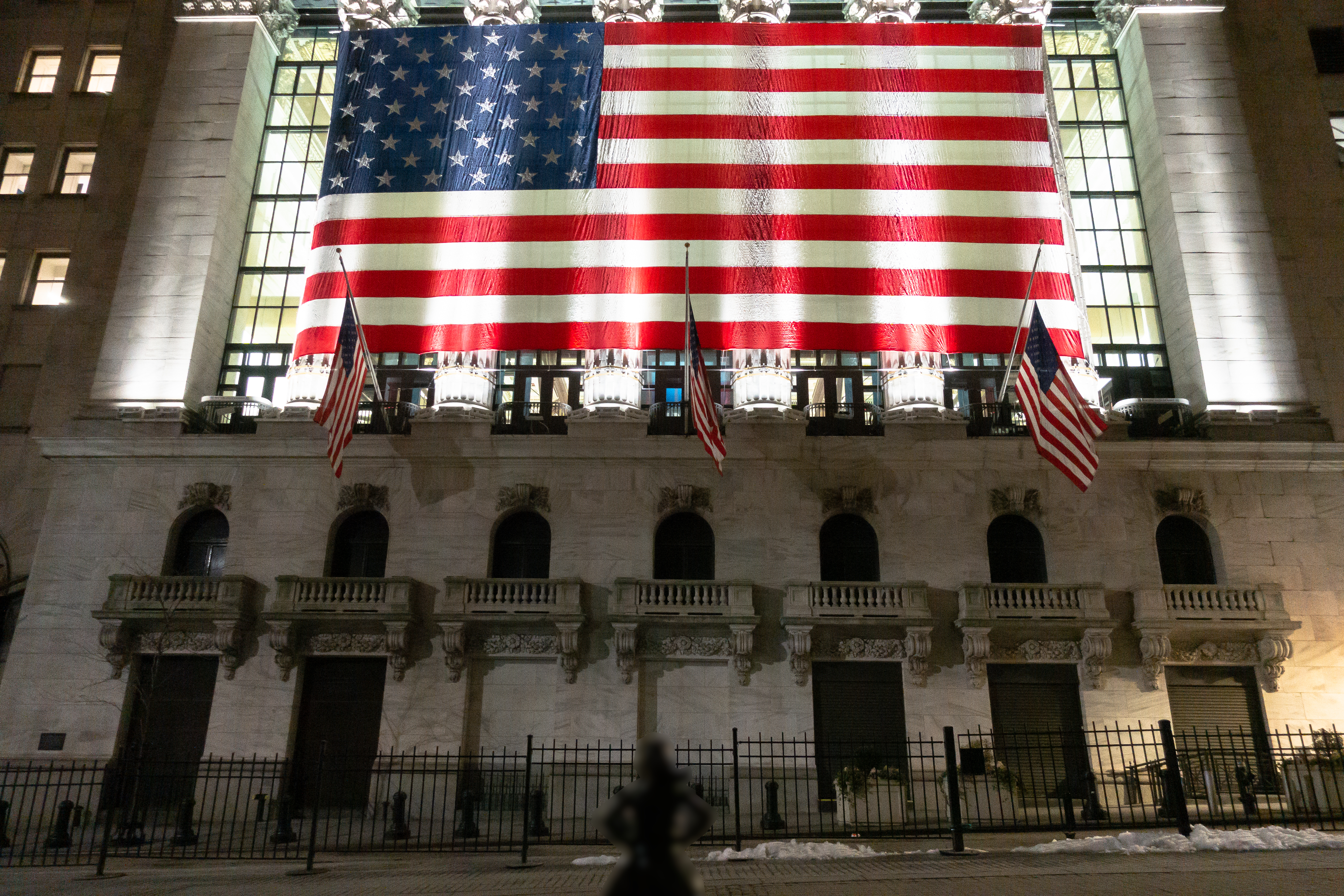
Das Fearless Girl am endgültigen Standort vor der New York Stock Exchange, Februar 2019

### Neuer Standort
Im April 2018 einigte sich Bürgermeister Bill de Blasio für die Stadt mit State Street Global Advisors darauf, dass die Statue vor der New Yorker Börse aufgestellt werden soll. Im Dezember 2018 wurde die New York Stock Exchange der neue, dauerhafte Standort der Statue. Das Mädchen hat nun die Börse im Blick. Damit steht es dort, wo Arturo Di Modica ursprünglich seinen Bullen platziert hatte, bevor dieser kurz darauf zum Bowling Green versetzt wurde. Der neue Standort vor der Hauptfassade der Stock Exchange an der Broad Street liegt rund 250 Meter nordöstlich des vorigen Standorts am Bowling Green.

## Kritik
Cara Marsh Sheffler schrieb einen Meinungsbeitrag im Guardian, das Fearless Girl fasse zusammen, „was am Feminismus heute nicht stimmt“. Corporate Feminism ende immer mit einem Verrat des Kampfes der Frauen für Gerechtigkeit. Deshalb werde diese von der Wall Street finanzierte Skulptur niemals ein akzeptables Symbol sein.
Ginia Bellafante kritisierte in der New York Times ebenfalls den „falschen Feminismus“ des Fearless Girl. Sie wies darauf hin, dass bei den beteiligten Unternehmen der Frauenanteil in der Führungsebene nicht einmal ein Drittel betrage.
Arturo Di Modica, der Künstler, der den Charging Bull geschaffen hatte, strebte eine Klage gegen die Stadt New York an. Er war der Meinung, die Statue des Fearless Girl verletze seine Rechte, weil diese ohne seine Erlaubnis installiert worden sei. Sie beleidige sein Werk, denn sie fordere den Stier heraus. Er finde es durchaus wichtig, dass auf die Rechte von Frauen aufmerksam gemacht werde, doch solle dies an einem anderen Ort geschehen. Er habe nichts gegen die Gleichstellung der Geschlechter, er wolle aber die Integrität seiner Skulptur verteidigen. Die Konfrontation zwischen dem Stier und dem Mädchen solle beendet werden, denn diese habe die Bedeutung seiner Statue zum Negativen verändert. Sein Kunstwerk stehe nicht mehr als Symbol für Amerika, für Wohlstand, für „Freiheit, Frieden, Kraft und Liebe“, sondern für eine Bedrohung. Er weise auch die Deutung des Fearless Girl als Symbol für einen weiblichen Aufbruch zurück. Für ihn sei diese Statue keine Kunst, sondern eine Werbemaßnahme des Gender-orientierten Unternehmens, das sie in Auftrag gegeben habe. Di Modicas Anwälte beschuldigten State Street Global Advisors, die Statue des Fearless Girl als ortsgebundenes Werk gegen den Charging Bull konzipiert zu haben. Dadurch werde Di Modicas Statue unzulässig vermarktet und dessen Urheberrecht verletzt.
Der kommerzielle Aspekt wurde auch bei der Bodenplakette zum Problem. In dem Text „Know the power of women in leadership. SHE makes a difference“ bezog sich das groß geschriebene SHE vordergründig auf das Geschlecht („SIE macht einen Unterschied“). SHE ist aber andererseits auch das Tickersymbol für den Fonds SPDR SSGA Gender Diversity ETF, einen von State Street Global Advisors (SSGA) angebotenen Exchange-Traded Fund (ETF), der dem Börsenindex für Gender Diversity nachgebildet ist. SSGA war der Auftraggeber der Statue gewesen. Der Blogger Greg Fallis wies auf die Doppelbedeutung von SHE und den Marketing-Trick von SSGA hin. Er schrieb, das Fearless Girl sei ein Beispiel dafür, wie Kommerzialisierung ein wichtiges Anliegen, dem jeder zustimmen sollte, dadurch in den Dreck ziehe, dass es in eine Ware verwandelt wird. Die Figur sei schön, aber sie verkaufe das Produkt SHE – deswegen stehe sie da. Fallis löste Empörung über die Plakette aus. Im April 2017 wurde sie wieder entfernt.
Ende Mai 2017 installierte der Künstler Alex Gardega aus Ärger über die Verletzung der „Integrität“ des Charging Bull durch Fearless Girl eine eigene Skulptur. Die Figur, die einen urinierenden Mops darstellte und entsprechend als Pissing Pug bekannt wurde, stellte er für einige Stunden direkt neben dem Mädchen auf. Ein weit hochgehobenes Bein des Mopses deutete an, dass der Mops auf ihren linken Fuß urinierte. Gardega sagte, das Fearless Girl sei „Konzern-Schwachsinn“. Er wolle die Statue durch den Hund so abwerten, wie diese Charging Bull abwerte.

## Repliken

### Verkleinerte Nachbildungen
Kristen Visbal, die Schöpferin des Fearless Girl, stellte Nachbildungen der Statue her, nachdem sie entsprechende Anfragen erhalten hatte. Sie begann mit einer verkleinerten Version. Diese etwa 56 Zentimeter (22 Zoll) großen Bronze-Statuen standen auf einem etwa 4 Zentimeter starken Sockel aus schwarzem Granit. Für den Verkauf, der am 19. März 2018 begann, hatte Visbal eigens eine Website eingerichtet. Nach einem Tag hatte sie schon 40 Exemplare verkauft, zum Stückpreis von 6500 US-Dollar. Sie sagte, 20 Prozent der Einnahmen werde sie an gemeinnützige Organisationen spenden, die sich für Frauen und die Gleichberechtigung der Geschlechter einsetzen. Sie wolle etwa 1000 dieser kleineren Statuen herstellen. Möglicherweise werde sie später eine noch kleinere Version zu einem günstigeren Preis anbieten.
Außerdem bot Visbal signierte Drucke einer Schwarzweiß-Fotografie der originalen Statue an – für bis zu 5000 US-Dollar pro Stück.

### Kopien in Originalgröße
Im April 2018 wurde bekannt, dass Kristen Visbal, ohne Rücksprache mit den Vertragspartnern, auch Nachbildungen in voller Größe angefertigt und bereits drei davon verkauft hatte. Sie plante, eine limitierte Serie von 25 Kopien in Originalgröße fertigzustellen. Sie habe viele Anfragen von Interessenten bekommen, die eine Kopie des ikonischen Werks haben wollten, sagte sie zur Erklärung. Den Stückpreis für eine Kopie in voller Größe wollte sie nicht mitteilen. Im Februar 2019 wurde im Rahmen eines Rechtsstreits (siehe unten) ein konkreter Stückpreis bekannt. Visbal hatte eine Kopie für 250.000 US-Dollar an einen nicht namentlich genannten Käufer in Deutschland verkauft.
Die erste originalgroße Kopie steht seit dem 8. März 2018 in Oslo vor dem Grand Hotel, gegenüber dem Norwegischen Parlament, welches sie ansieht. Am 23. November 2022 ließ der Hotelbesitzer die Statue gegenüber der iranischen Botschaft aufstellen. Dort hält sie einen Hijab in ihrer Hand, um ein politisches Zeichen im Kontext der Proteste im Iran seit September 2022 zu setzen.
Vom 6. bis 8. November 2018 wurde eine zweite originalgroße Replik in Irland am Dublin Castle anlässlich des Europe’s Climate Innovation Summit ausgestellt. Von März bis Juni 2019 wurde sie auf dem Paternoster Square nahe der London Stock Exchange in London ausgestellt.
Eine dritte Kopie des Fearless Girl wurde am 26. Februar 2019 in Melbourne, Australien, am Federation Square aufgestellt, der Anlass war der Weltfrauentag am 8. März. Zu dieser Zeit standen die beiden ersten originalgroßen Kopien in Oslo und in Kapstadt. Drei Unternehmen, darunter Maurice Blackburn Lawyers, eine große Rechtsanwaltskanzlei mit mehr als 1000 Mitarbeitern, hatten die Replik für die Stadt Melbourne erworben. Kristen Visbal enthüllte die Kopie in Melbourne gemeinsam mit der Frauenministerin von Victoria. Die Statue sollte zwei Jahre lang am Federation Square stehen, über den künftigen Standort sollte später entschieden werden.

### Rechtsstreit
Als Kristen Visbal die Kopie in Melbourne enthüllte, war sie bereits von State Street Global Advisors wegen der Anfertigung der Repliken verklagt worden. Visbal bestand darauf, das Urheberrecht sei ganz auf ihrer Seite.
Der Streit wegen der Urheberrechtsfrage ging bis zum Federal Court of Australia. Der Gerichtshof entschied im Februar 2021, dass der Kauf der Replik in Melbourne rechtens gewesen sei. Die Künstlerin habe zwar bei der Anfertigung und dem Verkauf von Repliken erhebliche vertragliche Einschränkungen zu beachten, da State Street Global Advisors die Bildrechte habe. Das gelte aber nur für den Fall, dass ein Bezug zum Thema Gender Diversity im Bereich Corporate Governance oder zu Finanzinstituten hergestellt werde. In Melbourne sei es dagegen allgemein um das Anliegen des Weltfrauentages gegangen, nicht um Unternehmensführung oder den Finanzsektor. Die Wortmarke Fearless Girl sei Eigentum von State Street Global Advisors – das Markenrecht sei aber ebenfalls nicht verletzt worden, da die Bezeichnung Fearless Girl in Melbourne nicht im Sinne einer Wortmarke, sondern „hauptsächlich“ nur zur Beschreibung der Figur verwendet worden sei.